# Les Chapelles
Ne doit pas être confondu avec La Chapelle (Savoie).
Pour les articles homonymes, voir Les Chapelles (homonymie).
Les Chapelles sont une commune française située dans le département de la Savoie, en région Auvergne-Rhône-Alpes.

## Géographie
La commune est située en Savoie, dans la vallée de la Tarentaise, essentiellement sur le dôme de Vaugelaz et jusqu'au Roignais, point culminant du massif du Beaufortain, et le haut de la combe de la Neuva.

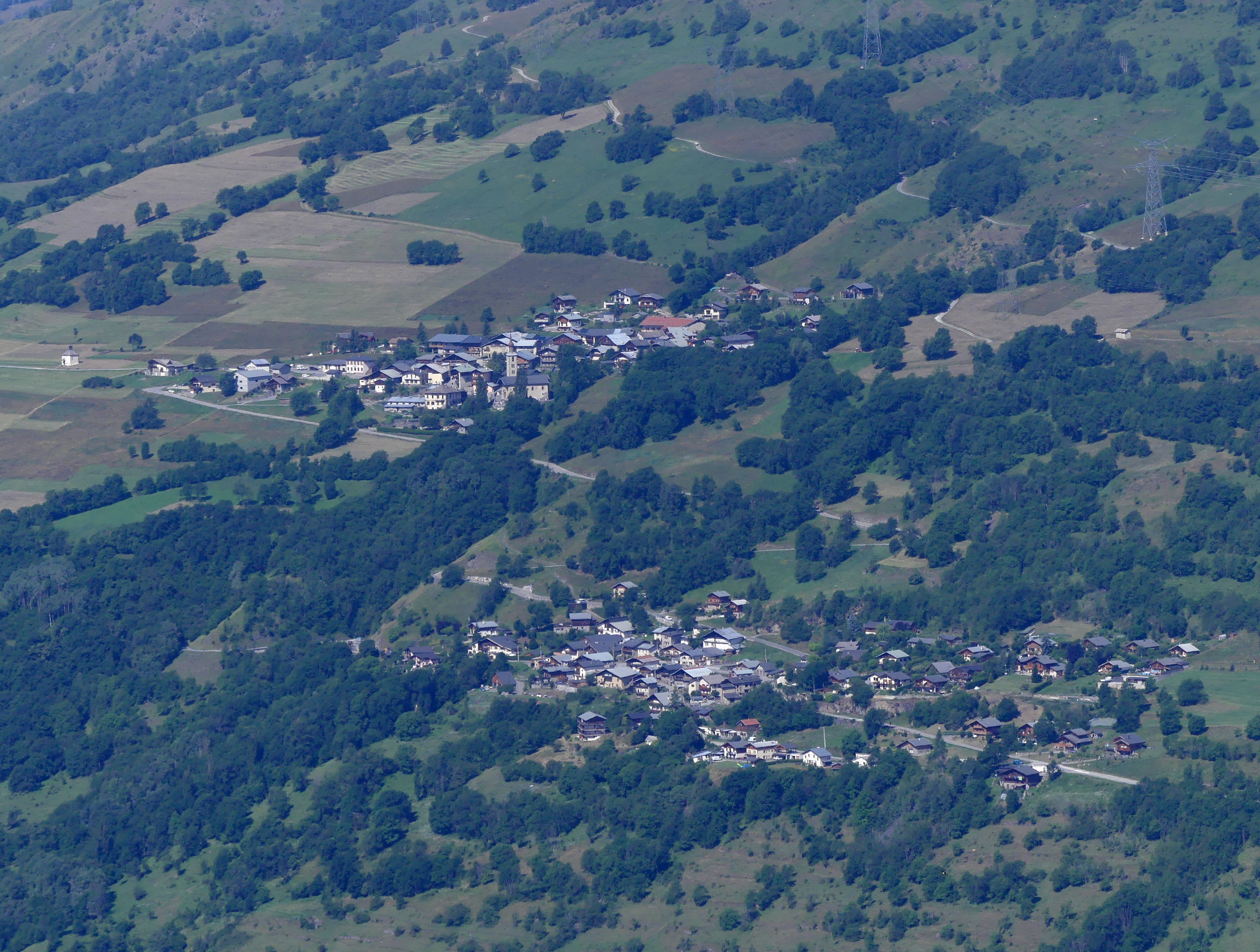
Les Chapelles et Montgirod.

### Climat
Pour des articles plus généraux, voir Climat d'Auvergne-Rhône-Alpes et Climat de la Savoie.
En 2010, le climat de la commune est de type climat de montagne, selon une étude du Centre national de la recherche scientifique s'appuyant sur une série de données couvrant la période 1971-2000. En 2020, Météo-France publie une typologie des climats de la France métropolitaine dans laquelle la commune est exposée à un climat de montagne ou de marges de montagne et est dans la région climatique Alpes du nord, caractérisée par une pluviométrie annuelle de 1 200 à 1 500 mm, irrégulièrement répartie en été.
Pour la période 1971-2000, la température annuelle moyenne est de 7,8 °C, avec une amplitude thermique annuelle de 16,9 °C. Le cumul annuel moyen de précipitations est de 1 025 mm, avec 10 jours de précipitations en janvier et 9,7 jours en juillet. Pour la période 1991-2020, la température moyenne annuelle observée sur la station météorologique de Météo-France la plus proche, « Bourg-Saint-Maurice », sur la commune de Bourg-Saint-Maurice à 4 km à vol d'oiseau, est de 10,5 °C et le cumul annuel moyen de précipitations est de 975,6 mm,. Pour l'avenir, les paramètres climatiques de la commune estimés pour 2050 selon différents scénarios d'émission de gaz à effet de serre sont consultables sur un site dédié publié par Météo-France en novembre 2022.

## Urbanisme

### Typologie
Au 1er janvier 2024, Les Chapelles sont catégorisées commune rurale à habitat dispersé, selon la nouvelle grille communale de densité à sept niveaux définie par l'Insee en 2022.
Elle est située hors unité urbaine. Par ailleurs la commune fait partie de l'aire d'attraction de Bourg-Saint-Maurice, dont elle est une commune de la couronne,. Cette aire, qui regroupe 9 communes, est catégorisée dans les aires de moins de 50 000 habitants,.

### Occupation des sols
L'occupation des sols de la commune, telle qu'elle ressort de la base de données européenne d’occupation biophysique des sols Corine Land Cover (CLC), est marquée par l'importance des forêts et milieux semi-naturels (85,3 % en 2018), en augmentation par rapport à 1990 (72,9 %). La répartition détaillée en 2018 est la suivante : 
milieux à végétation arbustive et/ou herbacée (55,4 %), espaces ouverts, sans ou avec peu de végétation (15,7 %), forêts (14,2 %), prairies (12,6 %), zones agricoles hétérogènes (2,1 %).
L'IGN met par ailleurs à disposition un outil en ligne permettant de comparer l’évolution dans le temps de l’occupation des sols de la commune (ou de territoires à des échelles différentes). Plusieurs époques sont accessibles sous forme de cartes ou photos aériennes : la carte de Cassini (XVIIIe siècle), la carte d'état-major (1820-1866) et la période actuelle (1950 à aujourd'hui).

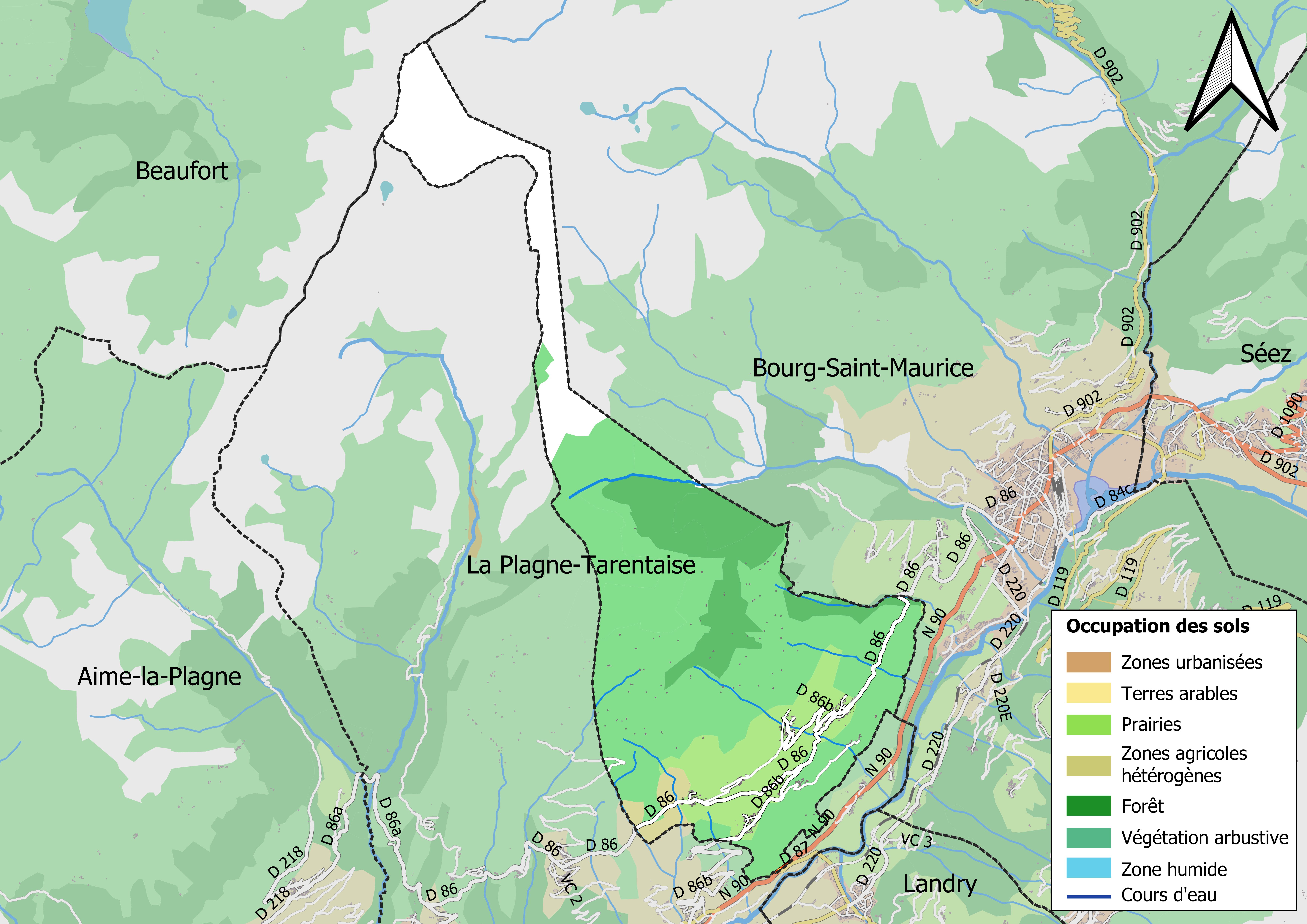
Carte des infrastructures et de l'occupation des sols en 2018 (CLC) de la commune.
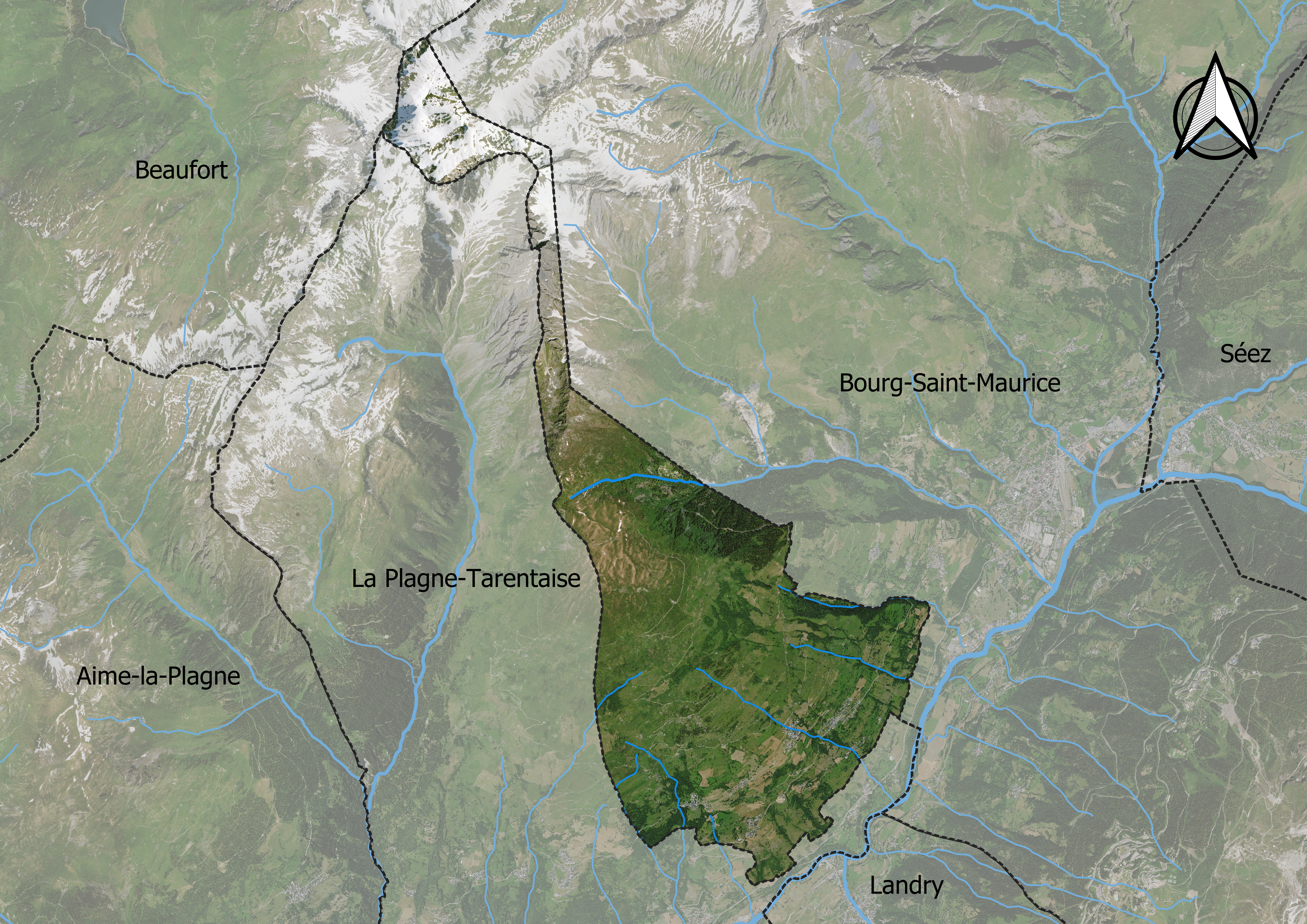
Carte orthophotogrammétrique de la commune.

## Toponymie
En francoprovençal, le nom de la commune s'écrit Lé Tsapéle, selon la graphie de Conflans.

## Politique et administration
La commune fait partie de la communauté de communes de Haute Tarentaise dont le siège se trouve dans la ville voisine de Séez.

### Tendances politiques
Élections présidentielles, résultats des deuxièmes tours :
- élection présidentielle de 2012 : 55,21 % pour Nicolas Sarkozy (UMP), 44,79 % pour François Hollande (PS), 78,70 % de participation.
- élection présidentielle de 2007 : 58,63 % pour Nicolas Sarkozy (UMP), 41,37 % pour Ségolène Royal (PS), 82,37 % de participation.
- élection présidentielle de 2002 : 78,06 % pour Jacques Chirac (RPR), 21,94 % pour Jean-Marie Le Pen (FN), 75,70 % de participation.

Élections législatives, résultats des deuxièmes tours :
- élections législatives de 2012 : 54,22 % pour Hervé Gaymard (UMP), 45,78 % pour François Rieu (PS), 50,34 % de participation.
- élections législatives de 2007 : 48,36 % pour Hervé Gaymard (UMP), 23,47 % pour André Vairetto (PS), 54,66 % de participation.
- élections législatives de 2002 :  59,55 % pour Hervé Gaymard (UMP), 19,66 % pour André Vairetto (PS), 55,42 % de participation.

Élections européennes, résultats des deux meilleurs scores :
- élections européennes de 2009 : 28,75 % pour Françoise Grossetete (UMP), 22,50 % pour  Michèle Rivasi (EELV), 40,19 % de participation.
- élections européennes de 2004 : 29,82 % pour Michel Rocard (PS), 22,81 % pour Françoise Grossetete (UMP), 33,82 % de participation.
- élections européennes de 1999 : 15,83 % pour Nicolas Sarkozy (UMP), 15,83 % pour François Hollande (PS), 39,47 % de participation.

Élections régionales, résultats des deux meilleurs scores :
- élections régionales de 2010 : 52,06 % pour Jean-Jack Queyranne (PS), 34,02 % pour Françoise Grossetête (UMP), 47,75 % de participation.
- élections régionales de 2004 : 54,26 % pour Anne-Marie Comparini (UMP), 35,43 % pour Jean-Jack Queyranne (PS), 66,96 % de participation.

Élections cantonales, résultats des deuxièmes tours :
- élections cantonales de 2011 : 54,73 % Éric Minoret (SE), 45,27 % pour Daniel Payot (NC), 49,89 % de participation.
- élections cantonales de 2004 : 50,46 % Damien Perry (DVG), 49,54 % pour Jacqueline Poletti (DVD), 66,96 % de participation.

Élections municipales, résultats des deuxièmes tours :
- élections municipales de 2008 : 100 % pour Gilles Flandin (SE), 78,00 % de participation.
- élections municipales de 2001 : - % pour -, -, - % de participation.

Élections référendaires :
- Référendum de 2005 relatif au traité établissant une Constitution pour l'Europe : 51,52 % pour le oui, 48,48 % pour le non, 65,45 % de participation.

### Administration municipale
Le nombre d'habitants au dernier recensement étant compris entre 500 et 1 499, le nombre de membres du conseil municipal est de 15.

### Liste des maires
| Période                                  | Période   | Identité        | Étiquette | Qualité |
| ---------------------------------------- | --------- | --------------- | --------- | ------- |
| Les données manquantes sont à compléter. |           |                 |           |         |
| mars 2001                                | mars 2008 | Chantal Capuçon |           |         |
| 2008                                     | 2020      | Gilles Flandin  |           |         |
| 2020                                     | En cours  | Paul Pellecuer  |           |         |

## Démographie
L'évolution du nombre d'habitants est connue à travers les recensements de la population effectués dans la commune depuis 1793. Pour les communes de moins de 10 000 habitants, une enquête de recensement portant sur toute la population est réalisée tous les cinq ans, les populations de référence des années intermédiaires étant quant à elles estimées par interpolation ou extrapolation. Pour la commune, le premier recensement exhaustif entrant dans le cadre du nouveau dispositif a été réalisé en 2008.

En 2022, la commune comptait 566 habitants, en évolution de +1,25 % par rapport à 2016 (Savoie : +3,63 %, France hors Mayotte : +2,11 %).
| 1793 | 1800 | 1806 | 1822  | 1838  | 1848 | 1858 | 1861 | 1866 |
| ---- | ---- | ---- | ----- | ----- | ---- | ---- | ---- | ---- |
| 831  | 696  | 865  | 1 036 | 1 063 | 977  | 871  | 861  | 765  |

| 1872 | 1876 | 1881 | 1886 | 1891 | 1896 | 1901 | 1906 | 1911 |
| ---- | ---- | ---- | ---- | ---- | ---- | ---- | ---- | ---- |
| 752  | 730  | 713  | 722  | 681  | 604  | 583  | 540  | 505  |

| 1921 | 1926 | 1931 | 1936 | 1946 | 1954 | 1962 | 1968 | 1975 |
| ---- | ---- | ---- | ---- | ---- | ---- | ---- | ---- | ---- |
| 509  | 502  | 507  | 470  | 461  | 425  | 379  | 310  | 264  |

| 1982 | 1990 | 1999 | 2006 | 2008 | 2013 | 2018 | 2022 | - |
| ---- | ---- | ---- | ---- | ---- | ---- | ---- | ---- | - |
| 266  | 258  | 368  | 472  | 502  | 540  | 564  | 566  | - |

## Culture locale et patrimoine

### Lieux et monuments
- Église Saint-Martin[18].

### Personnalités liées à la commune
- Alexis Billiet (1783-1873), évêque de Saint-Jean-de-Maurienne, puis cardinal-archevêque de Chambéry, né dans la commune.
- Balthazard Billiet (1818-1871), député de la Savoie au Parlement sarde, lors de la Ve législature du royaume de Sardaigne (1854-1857)[19]. Neveu du précédent, également né dans la commune.